# شهرستان یونگرن
شهرستان یونگرن (به لاتین: Yongren County) یک شهرستان‌های جمهوری خلق چین در چین است که در ولایت خودمختار چوشیونگ یی واقع شده‌است. شهرستان یونگرن ۲٬۱۸۹ کیلومتر مربع مساحت و ۱۰۰٬۰۰۰ نفر جمعیت دارد.